# Kandahar (film 2001)
Kandahar (pers. قندهار, Safar e Ghandehar) – irańsko-francuski dramat filmowy z 2001 roku w reżyserii Mohsena Makhmalbafa. Zdjęcia do filmu powstały w większości w Iranie, choć część z nich zrealizowana została potajemnie również w Afganistanie.

## Obsada
- Ike Ogut jako Naghadar
- Nelofer Pazira jako Nafas
- Hassan Tantai jako Tabib Sahid
- Sadou Teymouri jako Khak
- Hoyatala Hakimi jako Hayat